# Casa Verde (bairro de São Paulo)
Casa Verde é um bairro do distrito de Casa Verde, na Zona Norte do município de São Paulo, no estado de São Paulo, no Brasil. Tradicional bairro de sambistas, é famoso por ser o bairro das escolas de samba Império de Casa Verde, Morro da Casa Verde e Unidos do Peruche. Foi fundado em 21 de maio de 1913. É um bairro residencial de classe média.
A Casa Verde possui fácil acesso ao Centro e à Zona Oeste da cidade através das pontes da Casa Verde e do Limão, além de fácil acesso ao Terminal Intermodal Palmeiras-Barra Funda e ao Terminal Rodoviário Tietê.

## História
O velho sítio da Casa Verde, que já fora propriedade do aclamado "rei" Amador Bueno (em 1641 pelos espanhóis residentes em São Paulo) e que posteriormente passa ser propriedade do militar José Arouche de Toledo Rendon, descendente de Amador Bueno. Foi nessa época pelo que consta em documentos do arquivo histórico do municipio que a região acaba por ser conhecida popularmente como "sítio das moças da casa verde" e sítio da casa verde. 
Em 1882 John Rudge, pai de João Maxwell Rudge, torna-se proprietário da área da margem direita do Tietê; João Maxwell torna o sitio local de próspera produção agricola. Na virada do séc.XX a expansão urbana de São Paulo começa a valorizar muito aquelas terras agricolas; herdeiros de João Maxwell (falecido em 1897) decidem em 1913 lotear e vender a área onde pretendiam criar o bairro como "Vila Tietê".
O empreendimento é bem-sucedido. O nome, no entanto, não resiste a força popular das histórias do sítio das moças da Casa Verde. 
O desenvolvimento é lento só acelerado no ritmo que os benefícios chegam no bairro (a construção da ponte de madeira, chegada do bonde, a luz elétrica, a construção da igreja, o distrito de paz...). O bairro cresce, a cidade cresce. Hoje, uma megalópole. No ano de 1927 foi criada a Paróquia de São João Evangelista da Casa Verde.
Em 1937 chega a luz elétrica do bairro.
A ponte de madeira é substituída pela atual de concreto em 1954.
Por causa do Aeroporto Campo de Marte em Santana, até os anos 1980 eram poucos os prédios existentes no bairro. Após uma revisão do comando da Aeronáutica, houve uma liberação de uma parte da faixa proibida e a Casa Verde começou a se verticalizar.

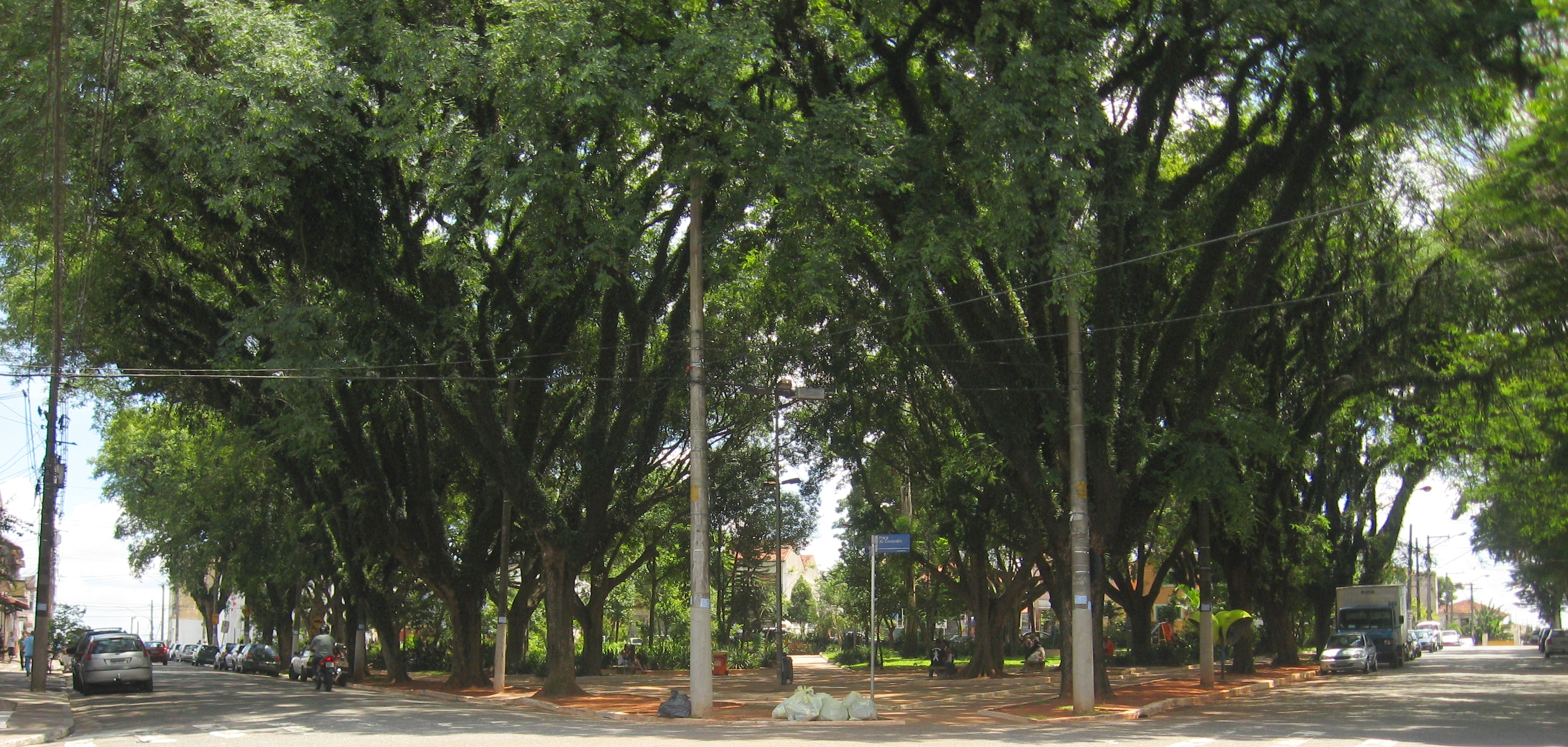
Uma praça do bairro (Praça Centenário)

## Infraestrutura e Serviços
A Casa Verde conta com uma boa infraestrutura de transportes, possuindo amplas avenidas, das quais se destacam a Avenida Engenheiro Caetano Álvares e a Avenida Braz Leme.
Há também um grande número de residências, escolas públicas e particulares e variados serviços.
É vizinho de importantes bairros, como a Vila Baruel, Vila Bandeirantes, Jardim São Bento, Jardim das Laranjeiras, Barra Funda, Santana e Bom Retiro.
Tem, como principais instituições de ensino, as escolas particulares Colégio Augusto Ramos, Colégio Dr. Bernardino de Campos, Colégio Nova Visão, Colégio Novo Tempo e as escolas públicas Benedito Tolosa, EMEI Abelardo Galdino Pinto Piolin e EMEF Dona Angelina Maffei Vita.

## Curiosidade
Em 1975, o bairro serve de cenário à novela A Viagem, escrita por Ivani Ribeiro, produzida pela Rede Tupi e exibida de 1º de outubro de 1975 a 27 de março de 1976, às 20 horas, em 141 capítulos. As principais cenas foram gravadas na Praça Centenário.
Em 1980 é formada no bairro a banda punk Olho Seco durante um ensaio das bandas Cólera e Osso Oco. Cultuada dentro e fora do Brasil, e principalmente na Finlândia devido à forte ligação que os finladeses têm com o punk paulista.
Em 2013, o bairro serve de cenário à telenovela Sangue Bom, da Rede Globo.